# Liste der Biografien/Ks
Liste der Biografien |
Portal Biografien |
Personensuche
# |
A |
B |
C |
D |
E |
F |
G |
H |
I |
J |
K |
L |
M |
N |
O |
P |
Q |
R |
S |
T |
U |
V |
W |
X |
Y |
Z |
?
 
Ka |
Kb |
Kc |
Kd |
Ke |
Kf |
Kg |
Kh |
Ki |
Kj |
Kl |
Km |
Kn |
Ko |
Kp |
Kr |
Ks |
Kt |
Ku |
Kv |
Kw |
Ky |
Kx |
Kz
Die Liste der Biografien führt alle Personen auf, die in der deutschsprachigen Wikipedia einen Artikel haben. Dieses ist eine Teilliste mit 20 Einträgen von Personen, deren Namen mit den Buchstaben „Ks“ beginnt.

## Ks

### Ksa
- Kšanavičius, Audrius (* 1977), litauischer Fußballspieler
- Kšanienė, Daiva (* 1943), litauische Musikwissenschaftlerin und Hochschullehrerin
- Kšanienė, Romualda (* 1947), litauische Politikerin und Managerin

### Ksc
- Kschenka, Susanne (* 1964), deutsche Politikerin (SPD), Juristin, Volkskammerabgeordnete
- Kschessinskaja, Matilda Felixowna (1872–1971), russische Balletttänzerin
- Kschwendt, Karin (* 1968), deutsch-österreichisch-luxemburger Tennisspielerin

### Kse
- Ksenofontow, Gawriil Wassiljewitsch (1888–1938), russischer Ethnograph
- Ksepka, Daniel T. (* 1980), US-amerikanischer Paläornithologe
- Ksera, Spiro (* 1969), albanischer Politiker

### Ksf
- KsFreakWhatElse (* 1993), österreichischer Webvideokünstler, Rapper und Influencer

### Ksh
- Kshetry, Deependra Bahadur (* 1949), nepalesischer Bankmanager
- KSHMR (* 1988), US-amerikanischer Songwriter, Produzent und Sänger

### Ksi
- KSI (* 1993), britischer Komiker, Youtuber, Rapper und DarstellerKSI (* 1993)

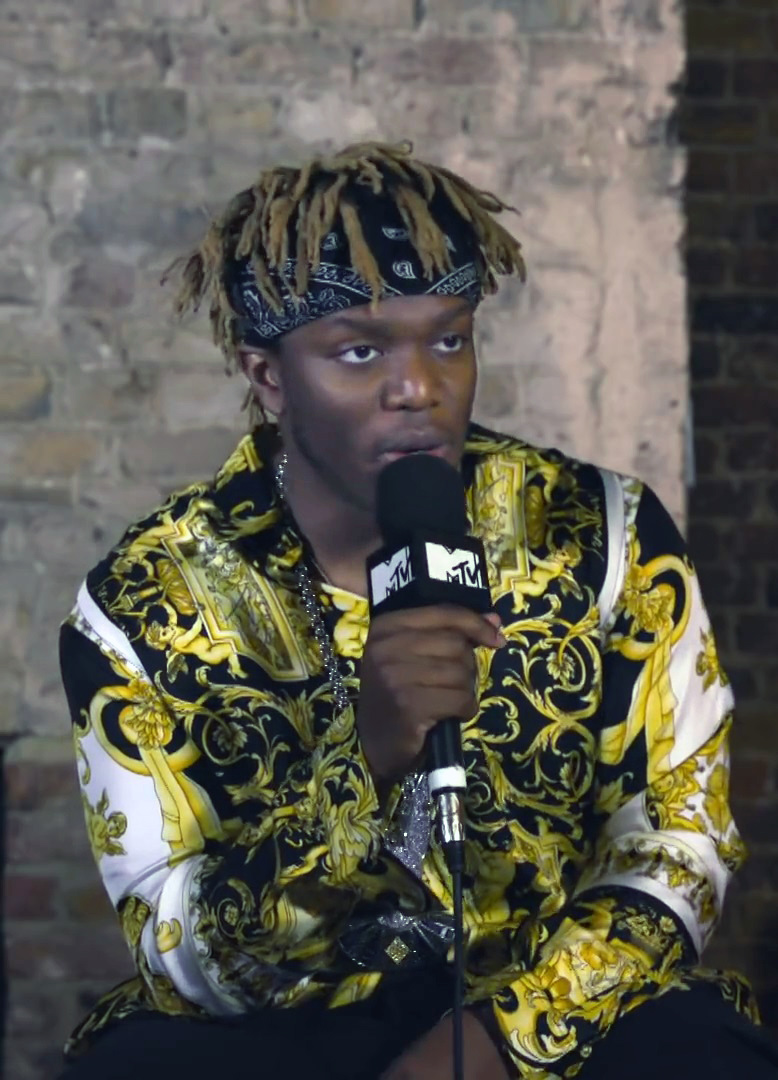
KSI (* 1993)

- Książek, Michał (* 1978), polnischer Dichter
- Książkiewicz, Lidia (* 1977), polnische, in Frankreich lebende, Musikerin, Pianistin, Organistin, Cembalistin und Musikpädagogin
- Książkiewicz, Małgorzata (* 1967), polnische Sportschützin
- Książkiewicz, Weronika (* 1981), polnische Schauspielerin
- Ksienzyk, Waldemar (* 1963), deutscher Fußballspieler

### Kso
- Ksoll-Marcon, Margit (* 1956), deutsche Historikerin

### Ksz
- Kszczot, Adam (* 1989), polnischer Mittelstreckenläufer